# Sericus hiramatsui
Sericus hiramatsui là một loài bọ cánh cứng trong chi Sericus họ Elateridae. Loài này được Ôhira miêu tả khoa học năm 1995.